# 共和村 (愛知県)
共和村（きょうわむら）は、愛知県知多郡にかつてあった村。
現在の大府市北部（共和町・共西町・共栄町・追分町など）に該当する。

## 歴史
- 1876年（明治9年） - 追分村、追分新田、木之山村、八ツ屋新田、又右衛門新田、伊右衛門新田、桶狭間村、長草村と横根追分村の一部が合併し、共和村となる。
- 1881年（明治14年） - 桶狭間村が分立する。
- 1882年（明治15年） - 長草村が分立する。
- 1889年（明治22年）10月1日 - 町村制により共和村が発足。
- 1892年（明治25年）9月13日 - 共和村と桶狭間村が合併し、共和村となる。
- 1893年（明治26年）11月 - 共和村の一部（桶狭間）が有松町に編入される。
- 1906年（明治39年）5月1日 - 大府村、吉田村、北崎村、横根村、長草村と森岡村の一部[1]が合併し、大府村発足。同日共和村は廃止。

## 教育
- 共和尋常小学校（現・大府市立共長小学校）

## 交通
- 東海道本線 - 通過のみ[2]

## 参考資料
- 角川日本地名大辞典23　愛知県